# Royal Highness (album)
Albums de Kottonmouth Kings
Stoners Reeking Havoc
(1998) Stashbox
(1999)
Singles
1. Bump
Sortie : 1999

Royal Highness est le premier album studio des Kottonmouth Kings, sorti le 11 août 1998.
L'album s'est classé 17e au Heatseekers.

## Liste des titres
Tous les titres sont produits par Daddy X, à l'exception de Bump, produit par Marco Forcone.
| No  | Titre                                | Durée |
| --- | ------------------------------------ | ----- |
| 1.  | Bong Tokin' Alcoholics               | 3:59  |
| 2.  | Play On                              | 4:53  |
| 3.  | Suburban Life                        | 3:36  |
| 4.  | Life Ain't What It Seems             | 3:45  |
| 5.  | So High                              | 4:19  |
| 6.  | Big Hoss                             | 2:59  |
| 7.  | Spies (featuring Humble Gods)        | 3:51  |
| 8.  | Bump                                 | 4:13  |
| 9.  | Dog's Life (featuring Dog Boy)       | 4:26  |
| 10. | Misunderstood                        | 3:21  |
| 11. | Dirt Slang                           | 2:34  |
| 12. | What's Your Trip?                    | 3:53  |
| 13. | High Society                         | 3:40  |
| 14. | Psychedelic Funk (featuring Dog Boy) | 4:58  |
| 15. | Me & My Skate                        | 4:33  |
| 16. | Discombobulated (featuring Dog Boy)  | 4:10  |
| 17. | Planet Budtron                       | 5:26  |
| 18. | Pimp Twist (morceau caché)           | 4:35  |